# 沈羽潔
沈羽洁（2001年10月11日—）出生于浙江省金华市，中国内地影视女演员，毕业于北京电影学院2019级表演本科实验班。

## 演艺生涯

### 2021年-至今
2021年
- 8月13日 正式加入果然娱乐[2]
- 9月17日 出席sandro hope
- 10月20日 受邀出席Stella McCartney[3]
- 10月22日《民国大侦探》开机[4]

2022年
- 1月25日《民国大侦探》杀青[5]
- 8月8日《民国大侦探》直播
- 8月10日 沈羽洁主演的民国单元推理探案剧《民国大侦探》在爱奇艺播出。[6]
- 8月12日 出席第十二届北京国际电影节开幕红毯仪式
- 11月22日《以爱为营》开机

2023年
- 3月22日《以爱为营》杀青。
- 4月21日 出席第十三届北京国际电影节
- 5月4日 出席第30届大学生电影节青春之夜[7]
- 5月25日 北京电影学院毕业
- 7月17日《难寻》开机
- 8月26日《难寻》杀青
- 11月3日 主演的都市女性律政剧《无所畏惧》亦在中央电视台电视剧频道播出
- 11月3日 主演的都市言情剧《以爱为营》在芒果TV播出。[8]
- 11月9日 《以爱为营》直播
- 11月11日 参加湖南卫视周播综艺节目《你好，星期六》完成综艺首秀。
- 11月12日《剧说很好看》CCTV-8播出
- 11月15日 《见面吧星朋友》直播
- 12月7日 出席智族GQ MOTY年度人物盛典

2024年
- 3月29日 沈羽洁参加的实境剧情生存挑战真人秀《全员加速中·对战季》播出
- 4月2日 沈羽洁主演的古代宫廷剧《难寻》在湖南卫视播出
- 4月2日《难寻》直播

## 杂志写真
| 年份   | 期数  | 杂志名称       | 备注 |
| ------ | ----- | -------------- | ---- |
| 2022年 | 9月刊 | 风度 men's uno | 封面 |
| 2023年 |       | APART中文版    |      |
| 2023年 |       | Metal中文版    |      |
| 2024年 | 2月   | GLASS中文版    | 内页 |
| 2024年 | 2月刊 | 时尚COSMO      | 内页 |

## 影视作品

### 电视剧/网络剧
| 首播年份 | 戏剧名称               | 角色   | 备注          |
| 2022年   | 《民国大侦探》         | 邹静萱 | 网络剧        |
| 2023年   | 《无所畏惧》           | 夏舒   |               |
| 2023年   | 《以愛為營》           | 秦时月 | [ 10 ] [ 11 ] |
| 2024年   | 《难寻》               | 凤鸢   | 网络短剧      |
| 2025年   | 《无所畏惧之永不放弃》 | 夏舒   |               |
| 2025年   | 《二重赋格》           | 秦月白 | 网络剧        |
| 2025年   | 《朝雪录》             | 岳凝   | 网络剧        |
| 待播     | 《焰火明城》           | 周叶   |               |
| 待播     | 《魅影神捕》           | 白珍珠 | 网络剧        |

### 综艺节目
| 首播年份 | 首播日期 | 首播平台        | 节目名称         | 备注   |
| 2023年   | 11月11日 | 湖南卫视        | 《你好，星期六》 |        |
| 2023年   | 11月12日 | 中央电视台      | 《剧说很好看》   |        |
| 2024年   | 3月29日  | 湖南卫视 芒果TV | 《全员加速中》   | 第7期  |
| 2024年   | 5月15日  | 芒果TV          | 《魔方新世界》   | 常驻   |
| 2025年   | 6月13日  | 爱奇艺          | 《种地吧》       | 第31期 |